# Огневьюк, Виктор Александрович
Виктор Александрович Огневьюк (укр. Віктор Олександрович Огнев'юк; 10 апреля 1959, Волчинец, Винницкая область — 21 октября 2022, Киевская область) — украинский педагог. Доктор философских наук (2003, диссертация «Образование в системе ценностей зрелого человеческого развития»). Действительный член Национальной академии педагогических наук Украины (2010). Заслуженный работник образования Украины (2004).

## Биография
Окончил исторический факультет Винницкого государственного педагогического университета (1980). Работал учителем истории, затем директором в сельских школах Киевской области. В 1989—1993 гг. заведовал отделом образования в администрации Киево-Святошинского района, затем в 1993—1996 гг. — отделом образования в администрации Киевской области. Затем в 1996—1997 гг. в Министерстве по делам семьи, молодёжи и спорта: начальник Главного управления по делам молодёжи, заместитель министра. В 1997—1999 гг. начальник Главного управления среднего образования, затем в 2000—2001 и 2004—2007 гг. заместитель министра образования и науки Украины, в промежутке занимал ключевые должности в секретариате Кабинета министров Украины и в Государственном комитете по делам национальностей и миграции. С 2007 г. — ректор Киевского университета имени Бориса Гринченко.
Соавтор учебников философии и экономики для средней школы, автор ряда трудов по истории и теории образования.
30 ноября 2013 года Виктор Огневьюк выступил с обращением к общественности в поддержку мирного волеизъявления студенчества на Евромайдане и с осуждением насилия против митингующих; обращение вызвало большой общественный резонанс.
Умер 21 октября 2022 года.